# Ptisana pellucida
Ptisana pellucida là một loài dương xỉ trong họ Marattiaceae. Loài này được C. Presl Murdock mô tả khoa học đầu tiên năm 2008.